# Lorina

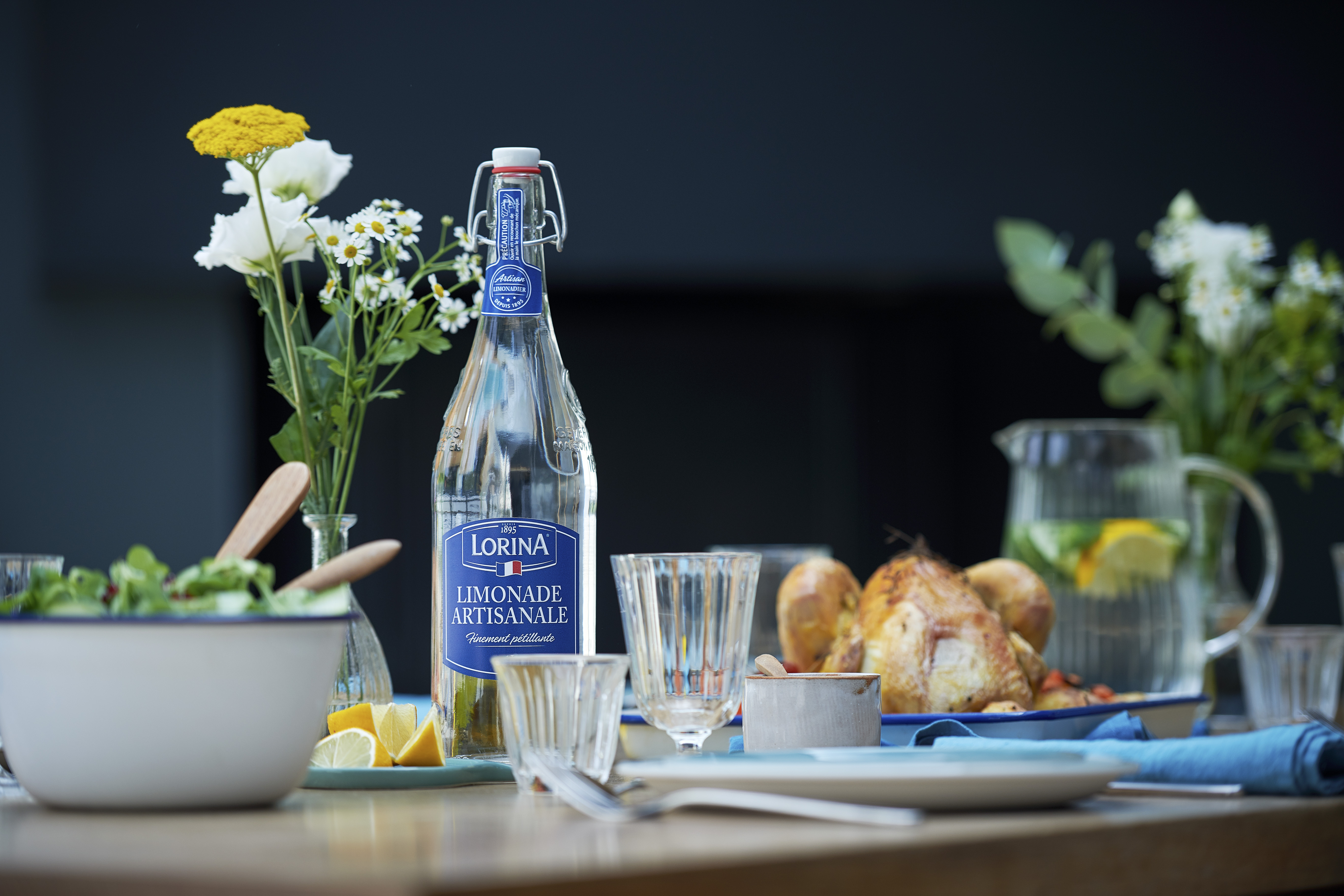
La bouteille iconique Lorina.

Lorina est une marque de limonade et de boissons gazeuses artisanales aux fruits, présente en France et à l'international.  
La marque appartient aux Établissements Geyer Frères dont le site de fabrication est situé dans le village de Munster, en Moselle depuis 1895. L’entreprise a été relancée en 1997 après son rachat par Jean-Pierre Barjon.
Les produits Lorina sont aujourd’hui commercialisés dans près de quarante pays, principalement en Europe, en Asie et en Amérique.

## Histoire
C’est en 1895 que Victor Geyer installe, aux côtés des barriques de vin encombrant sa minuscule échoppe de Munster, son laboratoire.
Au décès de Victor en 1924, Victor Junior et Ernest Geyer reprennent le flambeau, tandis que leur frère Auguste sert à titre de médecin à bord des vaisseaux de la Royale. 
Se souvenant du « Lorina », gigantesque steamer anglais qui avait sauvé d’une mort certaine des milliers de soldats sur les plages de Dunkerque en mai 1940, Auguste propose alors à ses deux frères d’utiliser ce patronyme pour baptiser la limonade de Maître Geyer. 
L'entreprise est rachetée en 2018 par le groupe danois Royal Unibrew.

## Gamme Lorina
La limonade artisanale Lorina s’est imposée en France dans les rayons de la grande distribution et à l’international, la bouteille fait de régulières apparitions dans les grosses productions hollywoodiennes, telles que La Revanche d'une blonde  en 2001 et Sept vies.

### En France
Lorina est présent en France avec différentes gammes. Certaines limonades sont certifiées agriculture biologique :
- Limonades artisanales (recette originale, recette double zest, recette double zest zéro) ;
- Plaisirs Fruités (Citron de Sicile, Citron Menthe, Agrumes de Méditerranée)
- Limonade, Citronnade, Agrumade Biologiques
- Cola artisanal aux extraits de Coquelicots & Tonic artisanal aux extraits de gentiane.

### À l'international
La marque Lorina est présente dans plus de 40 pays à travers le monde. Ses marchés clés sont la Corée du Sud et les États-Unis.
La limonade Lorina est déclinée en plusieurs arômes : Limonade Classique, Rose Orange Sanguine, Agrumes, Lavande, etc.
Lorina propose notamment des recettes utilisant des ingrédients biologiques.

## Récompenses
- NAFST Fancy Food Show New-York, 1997, Award Finalist.
- Prix spécial du jury, 2002, performance lorraine.
- Le nouvel Économiste Région Lorraine, 2007, Prix de l’entrepreneur de l’année.
- Prix LSA, 2009, Oscar de l’innovation.